# DNF Duel
DNF Duel — компьютерная игра в жанре файтинга, разработанная совместно Arc System Works, Eighting и Neople и изданная компанией Nexon. Она является спин-оффом серии Dungeon & Fighter и была выпущена для Windows, PlayStation 4 и PlayStation 5 28 июня 2022 года. Выход игры для Nintendo Switch запланирован на апрель 2023 года.

## Игровой процесс
Геймплей похож на другие файтинги, разработанные Arc System Works, но с более упрощенной механикой. Как и в некоторых предыдущих играх, в игре упрощён ввод, чтобы новые игроки могли освоиться в игре, не отталкиваясь от сложного управления. Одним из существенных отличий этой игры является использование панели MP, которая используется для активации определённых атак, называемых в игре «навыками», подобно играм основной серии и другим ролевым играм. Хотя панель исчезает после каждого использования навыка, он медленно восстанавливается со временем, в отличие от использования специальных счетчиков, встречающихся в других файтингах.

## Персонажи
Игра включает в себя 15 персонажей, а дополнительного персонажа можно разблокировать в ходе игрового процесса непосредственно из основной серии. В декабре 2022 года был анонсирован первый DLC-персонаж Spectre, а также сезонный пропуск с четырьмя дополнительными персонажами.

## Сюжет
Действие игры DNF Duel происходит на астральном плане, полном врат, одной из многих альтернативных реальностей, созданных после разрушительного события, известного как Великий метастаз. Каждые врата соединяются с другими местами во времени и пространстве, позволяя своим обитателям по желанию переходить в другие измерения. Внезапно врата выходят из строя и в конце концов закрываются совсем, в событии, известном как «День, когда двери закрылись», и по мере того, как их сила исчезает в мифе, врата становятся известны как «Чудеса».
Переносясь в наши дни, судьбы нескольких авантюристов и воинов начинают сходиться в княжестве Бель-Мир. Каждый вооружен своей собственной «Волей», особой силой, скрывающей его истинный потенциал, недавно вновь пробудившей «Чудеса» и хранящей будущие судьбы как врат, так и мультивселенной.

## Разработка
Игра была впервые анонсирована на фестивале Dungeon & Fighter Universe Festival 26 декабря 2020 года с тизер-трейлером. С 17 декабря по 20 декабря 2021 года был проведён бета-тест с 10 персонажами, а с 1 апреля по 4 апреля 2022 года — второй бета-тест с 11 персонажами. Обновление версии 1.04 было анонсировано 18 августа, оно включает в себя несколько изменений баланса и исправлений ошибок.

## Восприятие
DNF Duel получила «в целом благоприятные» отзывы, согласно агрегатору рецензий Metacritic.
Destructoid оценил хаотичность игры, амбициозную идею, привлекательный список персонажей, обширное меню тренировок и стабильный откатный неткод, и отметил, что заученное повествование, отсутствие кроссплея, высокобюджетные визуальные эффекты и высокая цена сдерживают игру. GameSpot похвалил доступную, но глубокую боевую систему, разнообразие состава и «исключительный» мультиплеер, но посчитал, что «сюжетный режим не очень похож на сюжет». Hardcore Gamer высоко оценил визуальное оформление игры, написав: «Качество анимации и художественное направление делают эту игру одной из тех, которые смотреть почти так же интересно, как и играть». IGN поставил игре оценку 8/10 и написал: «DNF Duel — игра об управлении ресурсами, терпении и творческом решении проблем, завёрнутая в красивую упаковку, хотя, возможно, она не так дружелюбна к новичкам, как предполагалось». Сайт также похвалил разнообразие автономных режимов, гибкую боевую систему, уникальных персонажей, надёжный неткод, яркий художественный стиль и бонусный контент, но при этом раскритиковал скучный сюжетный режим и общую музыку. Shacknews также похвалил солидный и разнообразный список персонажей, «прекрасное» визуальное оформление и саундтрек, стабильный неткод и обилие режимов, но при этом не обратил внимания на слабый баланс персонажей и слишком доступное управление. VG247 назвал DNF Duel «недоумённым коктейлем из хорошо реализованных опций доступности» и высоко оценил откатный неткод, но отметил, что сюжет «не самый содержательный… из тех, что можно увидеть [в] однопользовательских сюжетных режимах».